# Jan Roothaan
Jan Roothaan (23 de novembro de 1785 – 8 de maio de 1853) foi um padre jesuíta holandês, vigésimo primeiro superior geral de 1829 a 1853.